# 자운대
자운대(紫雲臺)는 대한민국 국군의 3군 통합 군사 교육 및 훈련 시설이며, 대전광역시 유성구 신봉동, 추목동, 자운동에 걸쳐 위치한다.
1992년 7월 대전 서구 둔산동에 있던 육군통신학교(현 육군정보통신학교)가 이곳으로 이전하면서 군사교육기지 조성이 시작되었으며, 이후 육군대학·해군대학·공군대학(현재는 합동군사대학교로 통합), 국군간호사관학교, 군의학교, 육군교육사령부 등이 차례로 이전하면서 지금의 모습을 갖추게 되었다.

## 세입한 조직
- 학교
  - 국군간호사관학교
  - 국군의무학교
  - 육군정보통신학교
  - 육군종합군수학교
  - 합동군사대학교
- 병원
  - 국군대전병원
- 부대
  - 국방지형정보단
  - 자운대근무지원단
  - 국군복지단 대전지원본부
  - 무궁화 위성 군사 관제센터
  - 제56통신지원대대 (국군지휘통신사령부, 제2정보통신단)
  - 제53군수지원단 (제5군수지원사령부)

## 같이 보기
- 계룡대
- 상무대